# Antunovac (Velika)
Antunovac je naselje u Republici Hrvatskoj u Požeško-slavonskoj županiji, u sastavu općine Velika.

## Zemljopis
Antunovac je smješten oko 3 km jugozapadno od Velike,  susjedna naselja su Biškupci na sjeveru, Trnovac na istoku, Krivaj i Toranj na zapadu i Trenkovo na jugu. 

## Stanovništvo
Prema popisu stanovništva iz 2001. godine Antunovac je imao 220 stanovnika, dok je prema popisu stanovništva iz 1991. godine imao 212 stanovnika. 
| broj stanovnika |       |       |       |       |       |       |       | 242   | 347   | 314   | 308   | 283   | 253   | 212   | 220   | 158   | 103   |
|                 | 1857. | 1869. | 1880. | 1890. | 1900. | 1910. | 1921. | 1931. | 1948. | 1953. | 1961. | 1971. | 1981. | 1991. | 2001. | 2011. | 2021. |